# Golfo della Zapadnaja Lica
Il golfo della Zapadnaja Lica (in russo Губа Западная Лица?, guba Zapadnaja Lica) è un'insenatura lungo la costa settentrionale russa, nell'oblast' di Murmansk, amministrata dal circondario della città chiusa di Zaozërsk. È situato nella parte sud-occidentale del mare di Barents.

## Geografia
Il golfo si apre verso nord, sulla costa meridionale del più ampio golfo Motovskij, e a sud della penisola Rybačij (полуостров Рыбачий). Ha una lunghezza di circa 17 km e una larghezza massima di quasi 3 km all'ingresso. La profondità massima è di 112 m.
All'interno il golfo si ramifica in diverse insenature minori. Partendo da sud si incontrano la baia Nerpič'ja (Губа Нерпичья), il golfo Lopatkina (Губа Лопаткина), il golfo Andreeva (Губа Андреева) e la baia della Malaja Lica (Губа Малая Лица).
Nel golfo sfociano la Zapadnaja Lica (река Западная Лица), dalla quale prende il nome, la Malaja Lica (река Малая Лица) e altri brevi corsi d'acqua.
All'imboccatura si trova l'isola Kuvšin (остров Кувшин) che divide il golfo in due parti: lo stretto Occidentale (пролив Западный) e lo stretto Orientale (пролив Восточный). . Poco più a sud si trova l'isola Zamogil'nyj (остров Замогильный), nella parte centrale si trovano le isole di Lopatkin (острова Лопаткина), mentre una piccola isola senza nome si trova alla foce della Zapadnaja Lica.
Le coste orientali e occidentali sono alte e rocciose e a ovest raggiungono i 270 m d'altezza. A sud, nei pressi della foce del fiume, le rive sono invece basse e sabbiose.
Lungo entrambe le coste si incontrano diverse basi militari. L'insediamento più vicino è la città chiusa di Zaozërsk, alcuni chilometri a sudest.